# らぶちゅー!
『らぶちゅー! -ボクが女教師!?-』は、日本のライトノベル作品。風見周・著、なつめえり・画。アスキー・メディアワークスの電撃萌王にて2009年4月号（2月26日発売）より連載中。

## ストーリー
良家の子女が学ぶ名門女子中学、愛ヶ崎女学園中等部に赴任した主人公・船生遥は2年B組の副担任になった。凛堂りぼんに呼び出されて理科準備室に行って女生徒達に黒魔術を掛けられ体の一部がプレーリードッグになった。その動物と遥は感覚を共有する。遥は『オトナ計画』に利用される。

## 登場人物
船生 遥（ふにゅう はるか）
本編の主人公。愛ヶ崎女学園中等部2年B組の副担任。見た目と名前から女性と間違われて採用されたという経歴がある。生徒からはふにゅーと呼ばれている。
御神楽 かぐや（みかぐら　かぐや）
愛ヶ崎女学園中等部2年B組の生徒。清楚な美少女。
凛堂　りぼん（りんどう　りぼん）
愛ヶ崎女学園中等部2年B組の生徒。資産家凛堂源一郎の一人娘で態度が大きい。ツインテールでリボンがトレードマーク。いわゆる"ツンデレ"
漆原　ゆゆ（うすしはら　ゆゆ）
愛ヶ崎女学園中等部2年B組の生徒。父親が漆原秀樹という高名な天才科学者で感情表現が乏しい。髪型は三つ編み。常に冷静沈着で科学的見地に基づいたアドバイスをする。
冷宮つばき （れいみや つばき）
愛ヶ崎女学園中等部2年B組の生徒。遥にちょっかいを掛けてくる。
ちーこ
黒魔術により遥から分離してできたプレーリードッグで感覚を遥と共有する。名前はかぐやが提案した。

## 単行本
- らぶちゅー! -ボクが女教師!?-（2010年1月10日）ISBN 978-4-04-868283-1